# Зембжуская, Ханна

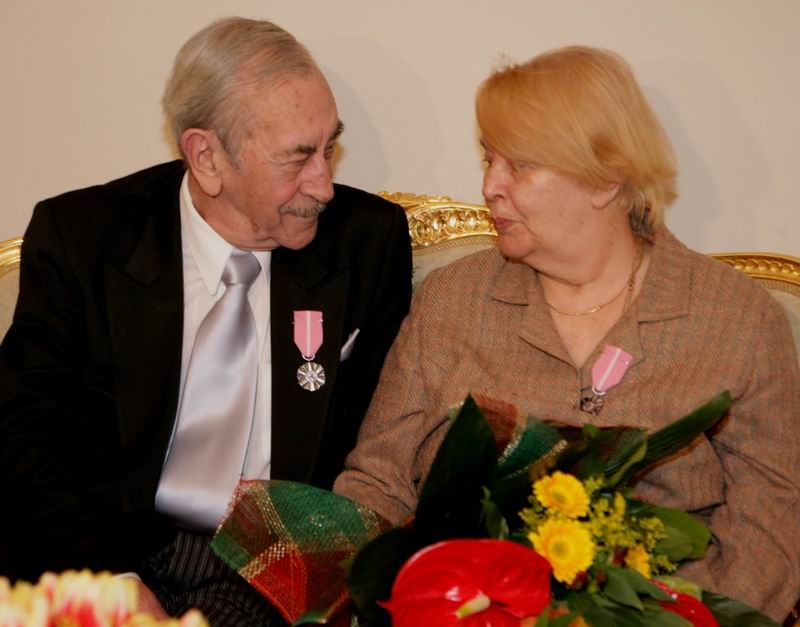

Ханна Зембжуская (пол. Hanna Zembrzuska; 7 августа 1934, София — 16 июня 2023) — польская актриса театра и кино, театральный режиссёр
. Жена актёра Яна Кобушевского.

## Биография
В 1957 году окончила Государственное высшее театральное училище в Варшаве (ныне Театральная академия имени Александра Зельверовича).
После окончания обучения была актрисой театров:
- 1957—1959 — Театр Атенеум в Варшаве
- 1959—1969 — Театр Народовы в Варшаве
- 1969—1975 — Польский театр в Варшаве
- 1975—1976 — Новый театр в Лодзи
- 1976—1983 — Театр Квадрат в Варшаве
- 1983—1986 — Театр на Воли в Варшаве
- 1986 — н.в. — Театр Квадрат в Варшаве

В июле 1957 года состоялся её режиссёрский дебют.

## Избранная фильмография
- 1955 — Часы надежды — девушка, помогающая американцам (нет в титрах)
- 1955 — Варшавская сирена — Сирена
- 1958 — Вольный город — Ирка, телефонистка
- 1958 — Новый Дон Кихот (телеспектакль)
- 1961 — Приговор — жена Опары
- 1961 — Прикосновение ночи — Беата, работница банка, девушка Романа
- 1969 — Вознесение — подруга Раисы
- 1968 — Анатоль (телеспектакль)
- 1974 — Ночь страха (телеспектакль)
- 1981 — На здоровье (телеспектакль)
- 1995 — Темно (телеспектакль)

## Награды
- Медаль «За долголетнюю супружескую жизнь»